# Johann Wilhelm von Eicken
Johann Wilhelm von Eicken (* 1749 in Mettmann; † 1804 in Mülheim an der Ruhr) war ein deutscher Kaufmann und Tabakfabrikant.

## Leben

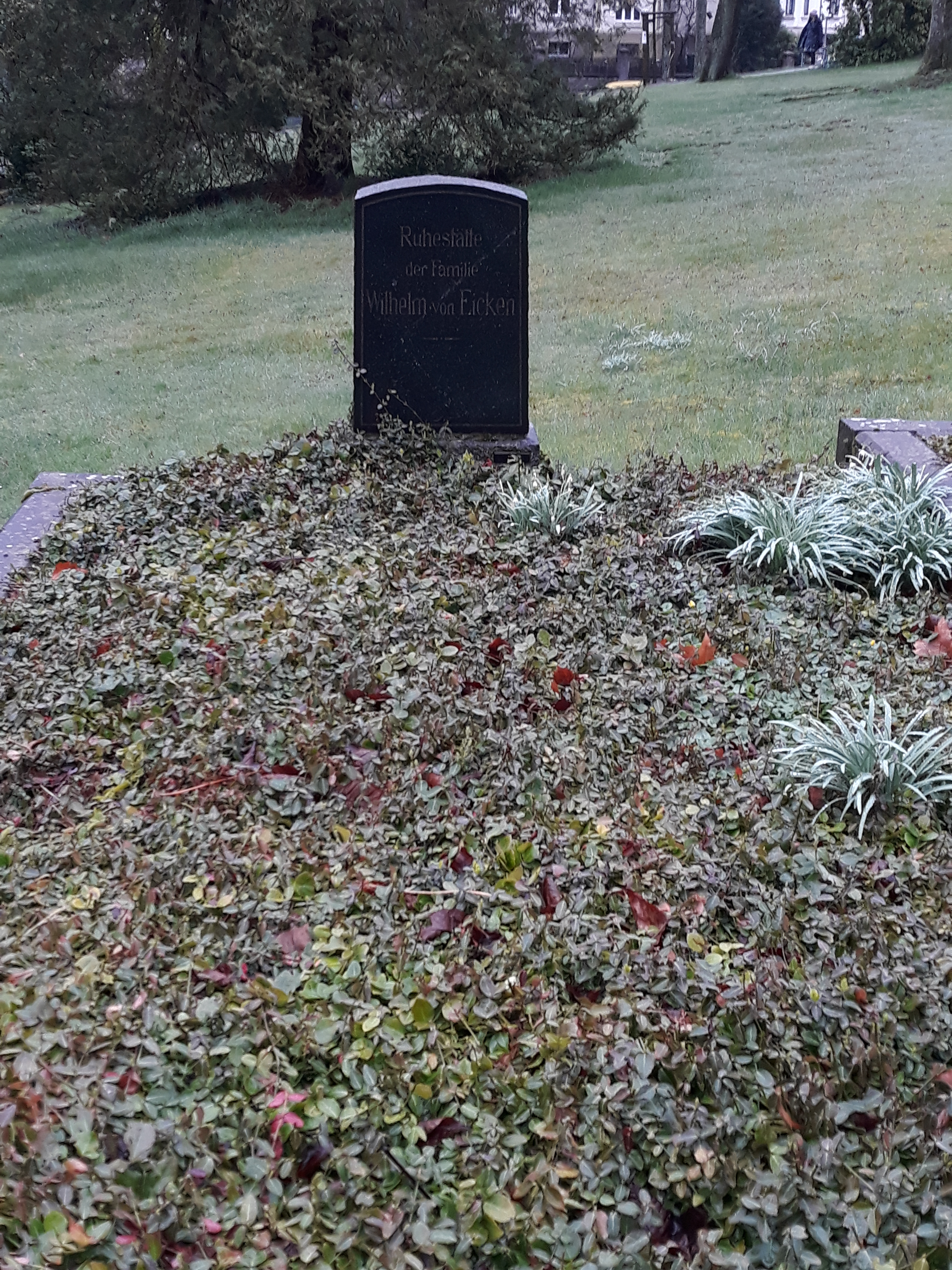
Das Grab von Johann Wilhelm von Eicken auf dem Altstadtfriedhof in Mülheim an der Ruhr

Johann Wilhelm von Eicken wurde als Sohn des Pfarrers Gerhard von Eicken (1707–1765) und seiner Frau Catharina Diergardt (1712–1778) in Mettmann geboren. 1769 ging er nach Mülheim an der Ruhr, heiratete seine dort lebende Cousine Elisabeth und gründete 1770 einen Kolonialwarenhandel. Der Schwerpunkt lag beim Tabak, wobei dem Handel bald auch die Herstellung von Pfeifen- und Schnupftabak folgte. Mit Hilfe seines Onkels und Schwiegervaters Hermann von Eicken, der einer wohlhabenden alteingesessenen Mülheimer Kaufmannsfamilie entstammte, wurde er zu einem geachteten Mitglied der Mülheimer Gesellschaft.
Über 100 Jahre hatte die Tabakfirma Joh. Wilh. von Eicken ihren Hauptsitz in Mülheim an der Ruhr, bis die Nachkommen des Firmengründers die Zentrale 1886 erst nach Hamburg und 1983 von Hamburg nach Lübeck verlegten.

## Ehe und Nachkommen
1769 heiratete er seine Mülheimer Cousine Elisabeth von Eicken (1744–1806). Sie hatten im Ganzen neun Kinder, wobei der älteste Sohn namens Gerhard (1770–1824) und der jüngste Sohn namens Hermann Wilhelm (1786–1832) die Firma nach dem Tod des Vaters übernahmen.